# Natalia Lobova
Pour les articles homonymes, voir Lobova.
Natalia Lobova, née le 3 septembre 1986 à Engels, est une sportive russe qui pratique la course en ligne en canoë-kayak et qui a concouru depuis la fin des années 2000. 

## Palmarès
Elle a gagné une médaille de bronze à l'épreuve K-1 4 x 200 m aux Championnats du monde de course en ligne de canoë-kayak de 2010 à Poznań. Aux Championnats d'Europe de course en ligne (canoë-kayak) 2011, elle remporte la médaille d'or dans la course K-1 200m. Elle est médaillée d'argent à l'épreuve K-1 4 x 200 m aux Championnats du monde de course en ligne de canoë-kayak de 2011 à Szeged, médaillée de bronze de la même épreuve aux Championnats du monde de course en ligne de canoë-kayak de 2013 à Duisbourg et médaillée d'argent de la même épreuve aux Championnats du monde de course en ligne de canoë-kayak de 2014 à Moscou. Aux Championnats d'Europe de course en ligne (canoë-kayak) 2014, elle remporte la médaille de bronze en K-4 500m.